# تپه گوهران
تپه گوهران مربوط به عصر برنز است و در شهرستان خوی، بخش ولدیان، روستای گوهران واقع شده و این اثر در تاریخ ۷ مهر ۱۳۸۱ با شمارهٔ ثبت ۶۱۸۴ به‌عنوان یکی از آثار ملی ایران به ثبت رسیده است.